# Anja Vammelvuo

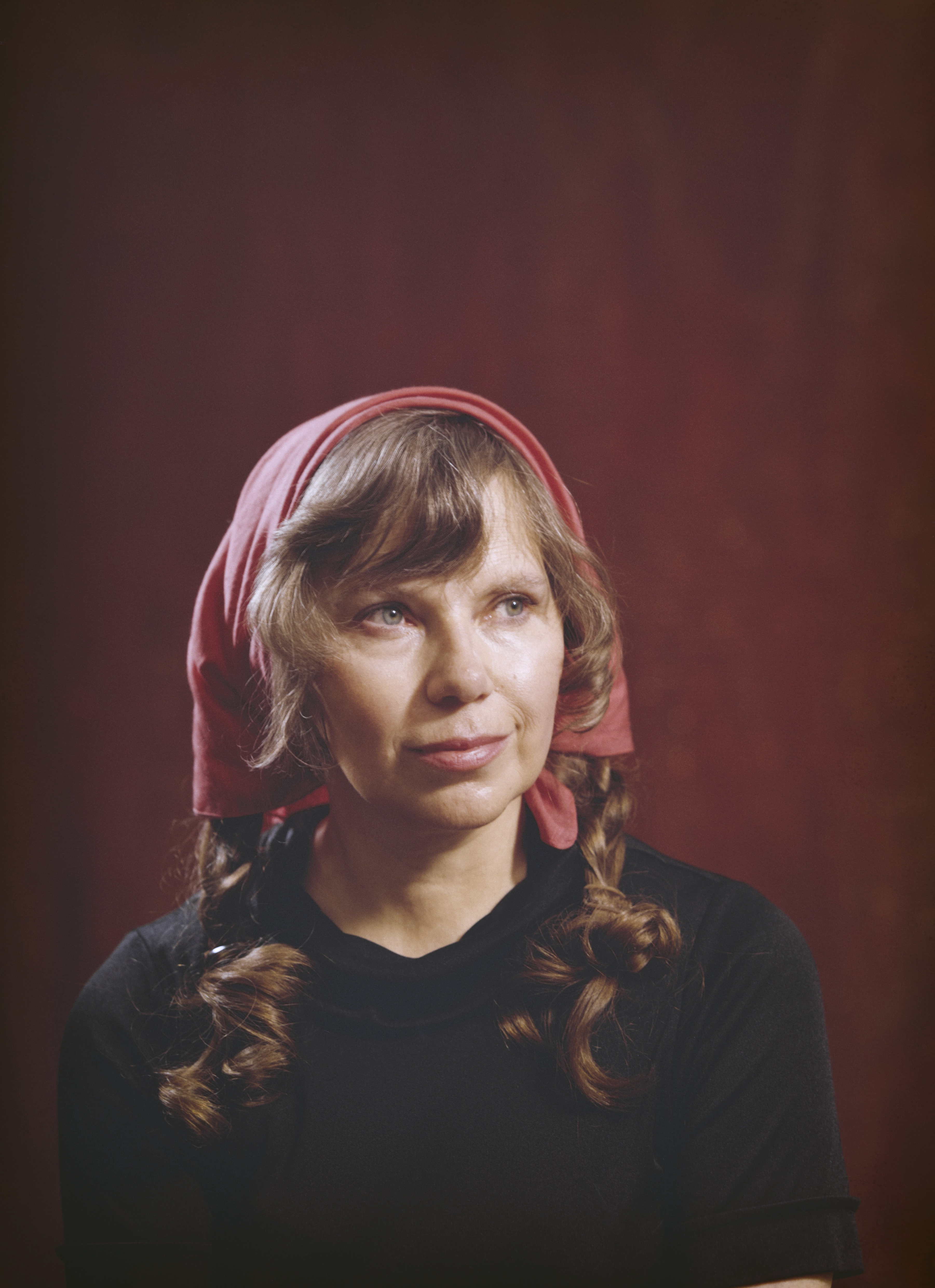
Anja Vammelvuo år 1971.

Anja Leila Hemmikki Vammelvuo, född 7 oktober 1921 i Riihimäki, död 30 juni 1988 i Tusby, var en finländsk författare. Hon var 1946–1969 gift med författaren Jarno Pennanen. 
Vammelvuo debuterade 1943 som lyriker i Katri Valas efterföljd och gav därefter ut diktsamlingar, novellsamlingar och romaner. Inom hennes prosaproduktion märks romanen Viimeinen Kleopatra (1949), en av den finska efterkrigslitteraturens mest betydande socialskildringar, som handlar om en intellektuell kvinnas äktenskap och politiska uppvaknande. Valda dikter, Valitut runot, av Vammelvuo utkom 1968.
Hon erhöll Pro Finlandia-medaljen 1960.